# Фільмографія Бріжіт Бардо
Нижче представлена фільмографія французької акторки Бріжіт Бардо.
| Рік  | Оригінальна назва                                                   | Назва українською                                     | Жанр                           | Роль                                        | Режисер              | Інші актори                            |
| ---- | ------------------------------------------------------------------- | ----------------------------------------------------- | ------------------------------ | ------------------------------------------- | -------------------- | -------------------------------------- |
| 1952 | Le Trou Normand                                                     | Нормандська діра                                      | комедія                        | Жавотта Лемуан                              | Жан Буає             |                                        |
| 1952 | Manina … la fille sans voile                                        | Маніна, дівчина без вуалі                             | пригоди, мелодрама             | Маніна                                      | Віллі Розьє          | Жан-Франсуа Кальве                     |
| 1952 | Les Dents longues                                                   | Довгі зуби                                            | драма                          | Подружка нареченої (у титрах не вказана)    | Даніель Желен        | Даніель Делорм                         |
| 1953 | Le Portrait de son père                                             | Портрет його батька                                   | комедія                        | Доміно                                      | Андре Бертомьє       | Жан Рішар, Мішель Філіп                |
| 1953 | Act of Love                                                         | Акт любові                                            | драма, романс                  | Мімі                                        | Анатоль Литвак       | Керк Дуглас                            |
| 1953 | Si Versailles m’était conté                                         | Таємниці Версаля                                      | історична драма                | Мадемуазель де Розіль (у титрах не вказана) | Саша Гітрі           | Клодет Кольбер, Жан Маре               |
| 1954 | Tradita                                                             | Ніч кохання                                           | драма                          | Анна                                        | Маріо Боннар         |                                        |
| 1954 | Helen of Troy                                                       | Олена Троянська                                       | пригоди, мелодрама, військовий | Андраст                                     | Роберт Вайз          |                                        |
| 1954 | Le Fils de Caroline Chérie                                          | Син Кароліни Шері                                     | комедія                        | Пілар д'Аранда                              | Жан Девевр           |                                        |
| 1955 | Futures Vedettes                                                    | Майбутні зірки                                        | мелодрама                      | Софі                                        | Марк Аллегре         | Жан Маре                               |
| 1955 | Doctor at Sea                                                       | Доктор на морі                                        | комедія                        | Елен Кольбер                                | Ральф Томас          | Дірк Богард                            |
| 1955 | Les Grandes Manœuvres                                               | Великі маневри                                        | комедія, мелодрама             | Люсі                                        | Рене Клер            | Жерар Філіп, Мішель Морган, Ів Робер   |
| 1955 | La Lumière d’en face                                                | Світло в обличчя                                      | драма                          | Олівія Марсо                                | Жорж Лакомб          | Раймонд Пелегре                        |
| 1956 | Cette Sacrée Gamine                                                 | Це прокляте дівчисько (Мамзель Пігаль)                | комедія, мелодрама             | Бріжіт Лятур                                | Мішель Буарон        |                                        |
| 1956 | Mio Figlio Nerone (Les Week-ends de Néron)                          | Мій син Нерон                                         | комедія, пародія               | Поппея                                      | Стено                | Альберто Сорді, Вікторія Свансон       |
| 1956 | En Effeuillant la Marguerite                                        | Відриваючи пелюстки маргаритки (Мадемуазель Стриптиз) | комедія                        | Аньєс Дюмон                                 | Марк Аллегре         |                                        |
| 1956 | Et Dieu … créa la femme                                             | І Бог створив жінку                                   | драма                          | Жульєт Арді                                 | Роже Вадим           | Жан-Луї Трентіньян                     |
| 1956 | La Mariée est trop belle                                            | Наречена занадто вродлива                             | комедія                        | Шушу                                        | П'єр Гаспар-Уї       | Луї Журдан                             |
| 1957 | Une Parisienne                                                      | Парижанка                                             | комедія                        | Бріжіт Лор'є                                | Мішель Буарон        | Шарль Буає, Анрі Відаль                |
| 1957 | Les Bijoutiers du clair de lune                                     | Ювеліри місячного світла                              | драма, трагедія                | Урсула                                      | Роже Вадим           | Стефен Бойд                            |
| 1957 | En Cas de Malheur                                                   | У випадку нещастя                                     | драма                          | Іветта Моде                                 | Клод Отан-Лара       | Жан Габен                              |
| 1958 | La Femme et le pantin                                               | Жінка й маріонетка                                    | драма                          | Єва Маршан                                  | Жюльєн Дювів'є       | Антоніо Вілар, Даріо Морено            |
| 1959 | Babette s’en va-t-en guerre                                         | Бабетта йде на війну                                  | комедія, військовий            | Бабетта                                     | Крістіан Жак         | Жак Шар'є                              |
| 1959 | Voulez-vous danser avec moi                                         | Потанцюєте зі мною?                                   | комедія                        | Віржіні Дандьє                              | Мішель Буарон        | Анрі Відаль, Даріо Морено              |
| 1960 | L’Affaire d’une nuit                                                | Нічний роман                                          | комедія                        | Акторка у ресторані (у титрах не вказана)   | Анрі Вернель         |                                        |
| 1960 | La Vérité                                                           | Істина                                                | трагедія, драма                | Домінік Марсо                               | Жорж Анрі Клузо      | Самі Фрей, Марі-Жозе Натт              |
| 1961 | La Bride sur le cou                                                 | Наречена на шеї                                       | комедія                        | Софі                                        | Роже Вадим           | Мірей Дарк                             |
| 1961 | Les Amours Célèbres                                                 | Знамениті любовні історії, епізод «Аньєс Берно»       | мелодрама, історичний          | Аньєс Берно                                 | Мішель Буарон        | Ален Делон                             |
| 1962 | Vie Privée                                                          | Приватне життя                                        | драма                          | Джил                                        | Луї Маль             | Марчелло Мастроянні                    |
| 1962 | Le Répos du Guerrier                                                | Відпочинок воїна                                      | драма, мелодрама               | Женев'єва ле-Тель                           | Роже Вадим           | Робер Оссейн                           |
| 1963 | Le Mépris                                                           | Зневага                                               | драма                          | Камілла Жаваль                              | Жан-Люк Годар        | Джек Пеленс, Мішель Пікколі, Фріц Ланг |
| 1963 | Paparazzi                                                           | Папарацці                                             | документальний                 | камео                                       | Жак Розьє            |                                        |
| 1963 | Tentazioni Proibite                                                 | Заборонені спокуси                                    | документальний                 | камео                                       | Ф. Освальдо Сівірані |                                        |
| 1963 | Une Ravissante idiote                                               | Чарівна ідіотка                                       | комедія                        | Пенелопа Лайтфедер                          | Едуардо Молірано     | Ентоні Перкінс                         |
| 1964 | Marie Soleil                                                        | Марі Солей                                            | драма                          | камео (у титрах не вказана)                 | Антуан Бурсеє        |                                        |
| 1964 | Dear Brigitte                                                       | Дорога Брижіт                                         | комедія                        | камео                                       | Генрі Костер         | Джиммі Стюарт                          |
| 1965 | Viva Maria!                                                         | Віва Марія!                                           | пригоди, військовий            | Марія №1                                    | Луї Маль             | Жанна Моро, Джордж Гамільтон           |
| 1966 | Masculin féminin: 15 faits précis                                   | Чоловіче, жіноче                                      | драма                          | камео (у титрах не вказана)                 | Жан-Люк Годар        |                                        |
| 1967 | A Coeur Joie                                                        | Із радісним серцем (2 тижні у вересні)                | драма                          | Сесиль                                      | Серж Бургіньон       | Жан Рошфор                             |
| 1968 | Histoires Extraordinaires (Tre Passi Nel Delirio), “William Wilson” | Надзвичайні історії, епізод «Вільям Вілсон»           | трилер                         | Джузеппіна                                  | Луї Маль             | Ален Делон                             |
| 1968 | Shalako                                                             | Шалако                                                | вестерн                        | Ірина Лазаар                                | Едвард Дмитрик       | Шон Коннері                            |
| 1969 | Les Femmes                                                          | Жінки                                                 | романс                         | Клара                                       | Жан Орель            | Моріс Роне, Анні Дюпрей                |
| 1970 | L’Ours et la Poupée                                                 | Ведмідь і лялька                                      | комедія                        | Фелісія                                     | Мішель Девілль       | Жан-П'єр Кассель                       |
| 1970 | Les Novices                                                         | Послушниці                                            | комедія                        | Аньєс                                       | Гі Касарель          | Анні Жирардо                           |
| 1970 | Boulevard du rhum                                                   | Ромовий бульвар                                       | пригоди, драма                 | Лінда Ларю                                  | Роберт Енріко        | Ліно Вентура                           |
| 1971 | Les Pétroleuses                                                     | Нафтодобувачки                                        | вестерн                        | Луїза                                       | Крістіан Жак         | Клавдія Кардіналє                      |
| 1973 | Don Juan ou et si Don Juan était une femme…                         | Якби Дон Жуан був жінкою                              | драма                          | Жанна                                       | Роже Вадим           | Джейн Біркін                           |
| 1973 | L’Histoire très bonne et très joyeuse de Colinot Trousse-Chemisse   | Дуже добра й весела історія про Коліно                | комедія                        | Арабель                                     | Ніна Компанєєц       | Наталі Делон                           |